# عصفور صحراوي

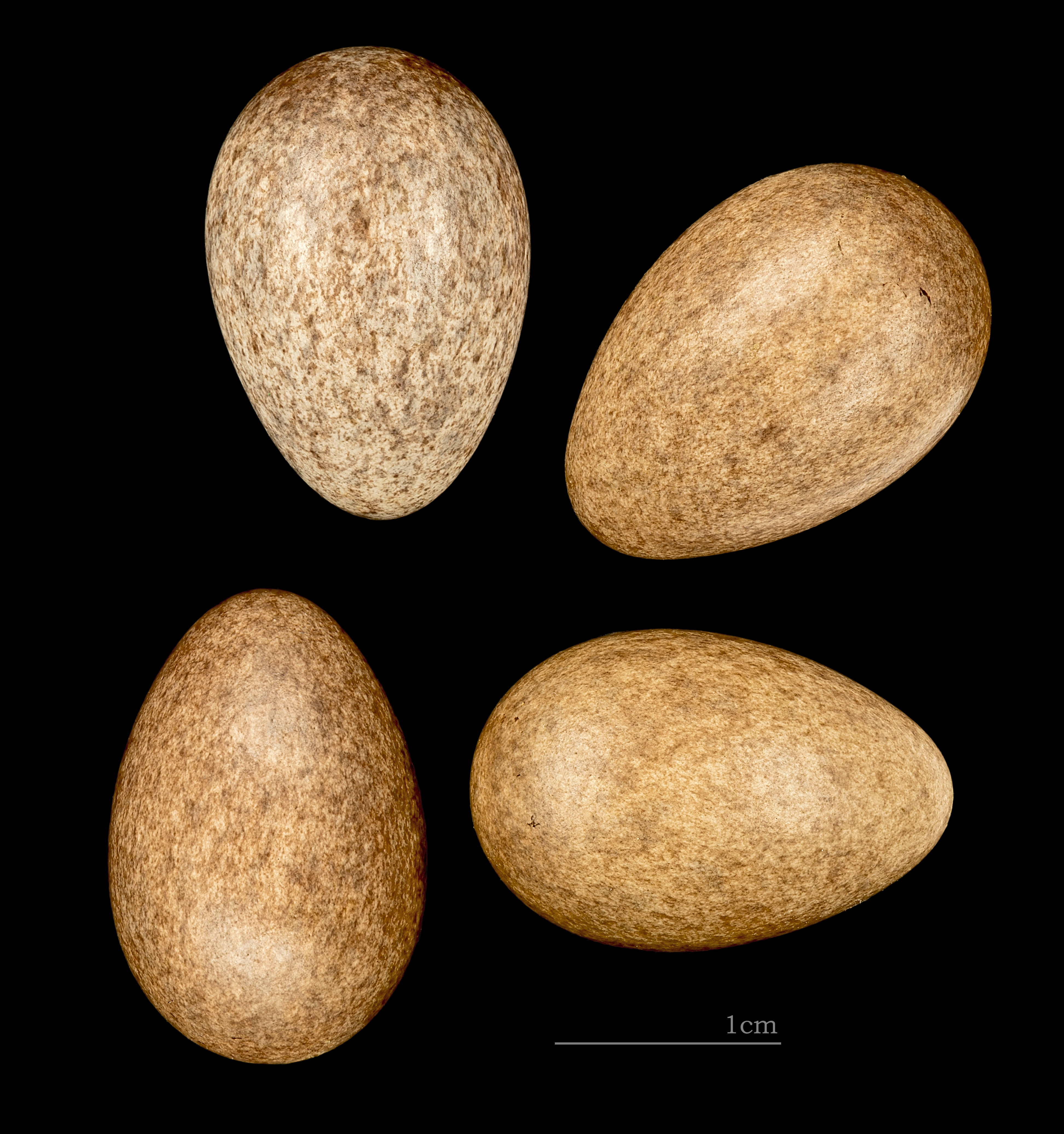
Passer simplex sahar

عصفور صحراوي (الاسم العلمي: Passer simplex) (بالإنجليزية: Desert Sparrow)‏ هو نوع من الطيور يتبع جنس العصفور من فصيلة عصافير العالم القديم.